# Keratin

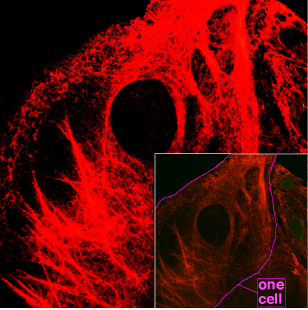
Các sợi keratin bên trong tế bào nhìn dưới kính hiển vi.

Keratin hay chất sừng là một họ các protein cấu trúc dạng sợi. Keratin là vật liệu cấu trúc chính tạo nên những lớp bên ngoài của da người. Nó là thành phần cấu trúc quan trọng của mái tóc và móng tay, và nó cung cấp sức mạnh và độ dẻo dai cần thiết cho cơ quan nhai, như lưỡi và vòm miệng cứng. Các monome (đơn phân tử) tập hợp thành bó để tạo thành sợi trung gian, dai và tạo thành các mô không thể bị khoáng hóa mạnh được tìm thấy trong các loài bò sát, chim, động vật lưỡng cư, và động vật có vú. Các chất sinh học khác chỉ được biết đến gần đúng độ dai của mô sừng là kitin.
Động vật chân đốt như động vật giáp xác thường có các bộ phận của bộ xương ngoài của chúng bằng keratin, đôi khi kết hợp với kitin. Keratin cũng được tìm thấy trong đường tiêu hóa của nhiều loài động vật, bao gồm cả loài giun tròn (cũng có một lớp bên ngoài thân bằng keratin). Vảy, móng vuốt, một số giáp bảo vệ và mỏ của khủng long, bao gồm một loại keratin. Các fibroin tơ được tạo ra bởi côn trùng và nhện thường được phân loại là keratin, mặc dù nó là không rõ liệu chúng có mối liên quan phát sinh loài với keratin của động vật có xương sống. 